# Toftlund
Toftlund är en tätort i Tønders kommun i Region Syddanmark i Danmark. Tätorten har 3 269 invånare (2024). Den ligger på Jylland, cirka 30,5 kilometer nordost om Tønder. Toftlund var centralort i Nørre-Rangstrups kommun fram till kommunreformen 2007.
Tidigare var den två orter, Toftlund och Herrested, men de i dag vuxit ihop. Toftlund var tyskt mellan 1864 och 1920. Mellan 1904 och 1939 fanns järnvägsförbindelse med Tyskland. Många av ortens byggnader uppfördes av tyskarna fram till första världskriget.